# Marco de papel

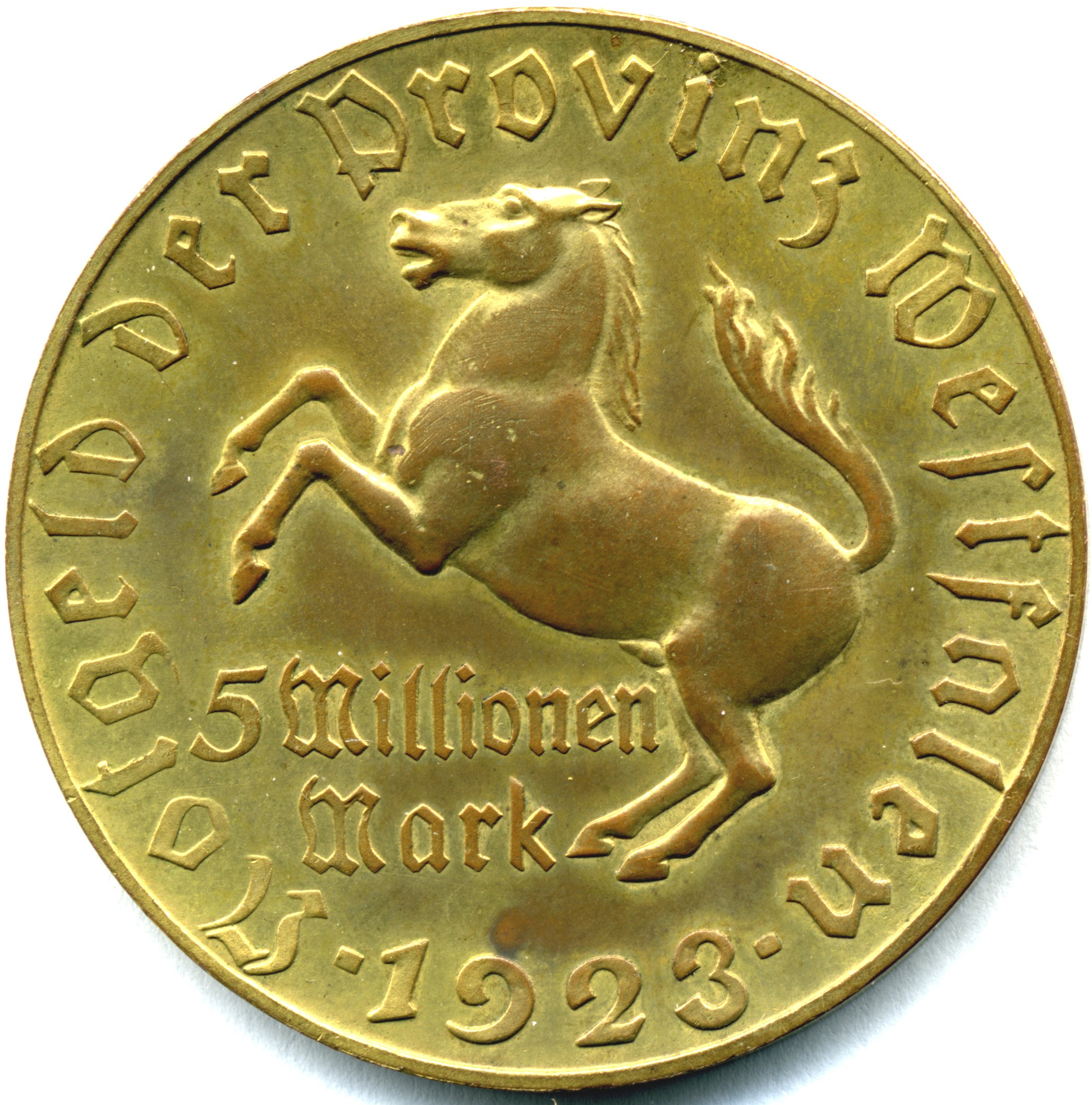
Uma moeda de 5 milhões de ℳ; valeria US$ 714,29 em janeiro de 1923, mas apenas cerca de 1 milésimo de um centavo em outubro de 1923

Marco de papel (em alemão: Papiermark) foi o nome genérico dado à moeda alemã a partir de 1914, quando o vínculo entre o marco de ouro e o ouro foi abandonado, devido a eclosão da Primeira Guerra Mundial. Em particular, o termo foi usado para as notas bancárias impressas durante o período de hiperinflação na Alemanha em 1922, e especialmente, em 1923, a qual foi o resultado da decisão alemã de pagar sua dívida de guerra emitindo moeda sem lastro.

## História
Em 1914, o Escritório de empréstimos do estado, começou a emitir papel-moeda conhecido como Darlehnskassenschein (notas de fundo de empréstimo). Elas circularam junto com as emissões do Reichsbank. A maioria eram notas de 1ℳ︁ e 2ℳ︁, mas também havia notas de 5ℳ︁, 20ℳ︁, 50ℳ︁ e 100ℳ︁.
A partir de 1914, o valor do marco caiu. A taxa de inflação aumentou após o fim da Primeira Guerra Mundial e atingiu seu ponto mais alto em outubro de 1923. A moeda se estabilizou em novembro de 1923 após o anúncio da criação do Rentenmark, embora o Rentenmark não tenha entrado em circulação até 1924. Quando o fez, substituiu o Papiermark na taxa de 1 trilhão (1012)-ℳ︁ para RM1. Em 30 de agosto de 1924, o Rentenmark foi substituído pelo Reichsmark.
Além das emissões do governo, emissões emergenciais de fichas e papel-moeda, conhecidas como Kriegsgeld (dinheiro de guerra) e Notgeld (dinheiro de emergência), foram produzidas pelas autoridades locais.
O Papiermark também foi usado na Cidade Livre de Danzig até ser substituído pelo Danzig Gulden no final de 1923. Várias moedas e emissões de emergência em Papiermark foram emitidas pela cidade livre.